# 2491 Tvashtri
2491 Tvashtri è un asteroide della fascia principale. Scoperto nel 1977, presenta un'orbita caratterizzata da un semiasse maggiore pari a 1,8776423 au e da un'eccentricità di 0,0544206, inclinata di 22,86983° rispetto all'eclittica.
L'asteroide è dedicato all'omonima divinità induista.
Nel 2018 ne è stata ipotizzata la probabile natura binaria, senza tuttavia assegnare un nome pur provvisorio al satellite. Le due componenti del sistema, distanti tra loro 7,5 km, avrebbero dimensioni di circa 3,17 km e 760 m. Il satellite orbiterebbe attorno al corpo principale in 1,113 giorni.